# فريق مدريد المستقل لكرة القدم
فريق مدريد المستقل لكرة القدم (بالإسبانية: Selección de fútbol de Madrid)‏ هو فريق كرة القدم الإقليمي لمنطقة مدريد، إسبانيا. لا ينتمون إلى الاتحاد الدولي لكرة القدم أو الاتحاد الأوروبي لكرة القدم، لأن مجتمع مدريد ممثل دوليًا من قبل منتخب إسبانيا لكرة القدم. الفريق يلعب فقط مباريات ودية.

## الإنجازات
كأس أمير أستورياس:
- البطل (2): 1917 و1918
- الوصيف (2): 1916 و1924[1]

## لاعبين بارزين
- بيرنابيو
- رينيه بيتي
- خوان مونخاردين
- فيرينتس بوشكاش

## وصلات خارجية
- الموقع الرسمي (بالإسبانية)